# Rudnik (powiat cieszyński)

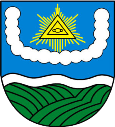
Nieoficjalny herb wsi Rudnik

Rudnik (cz. Rudník, niem. Rudnik) – wieś sołecka w gminie Hażlach w powiecie cieszyńskim, w województwie śląskim, w granicach historycznego regionu Śląska Cieszyńskiego. Na obszarze 410,50 ha zamieszkana jest przez 454 mieszkańców (2009), co daje gęstość zaludnienia równą 110,6 os./km². 

## Historia
Rudnik od swego początku znajdował się w granicach Księstwa Cieszyńskiego, będącego od 1327 lennem Królestwa Czech. Dokument księcia cieszyńskiego Adama Wacława wydany 5 listopada 1608 roku potwierdza nadane mieszczanom Cieszyna prawo warzenia i sprzedaży piwa, nadane miastu w 1523 przez Kazimierza II. Wymieniono w nim wioski jakie na mocy tego rozporządzenia z 1523 miały obowiązek kupowania cieszyńskiego piwa, w tym Rudnik.
W 1872 roku Rudnik miał 472 mieszkańców.
Według austriackiego spisu ludności z 1900 w 49 budynkach w Rudniku, będącym wówczas częścią gminy Kończyce Wielkie, mieszkało 304 osób, z czego wszyscy byli katolikami a 300 (98,7%) polskojęzycznymi. Według spisu z 1910 roku Rudnik miał już 338 mieszkańców zamieszkałych w 51 budynkach na obszarze 291 hektarów, co dawało gęstość zaludnienia równą 116,2 os./km², z czego wszyscy byli polskojęzycznymi katolikami.
W latach 1975–1998 miejscowość należała administracyjnie do województwa bielskiego.

## Komunikacja
Do Rudnika kursują busy z Ustronia. Busy dowożą przede wszystkim dzieci oraz młodzież do Szkoły Podstawowej i Gimnazjum do centrum Kończyc Wielkich wyłącznie w dni nauki szkolnej. Z Rudnika busy jeżdżą również do Cieszyna przez Kończyce Wielkie, Hażlach. Na terenie Rudnika znajdują się 3 przystanki "Rudnik ul. Centralna", "Rudnik ul. Główna" i "Rudnik Centrum". Busy dojeżdżają do przystanku końcowego nawracając przy miejscowym Kościele. Najbliższy przystanek z którego można dojechać do Cieszyna lub Strumienia i dalej do Chybia w soboty, niedziele i święta to przystanek "Kończyce Rudnik", znajdujący się przy drodze nr 938. Niegdyś do wsi kursował PKS Cieszyn.

## Religia
Na terenie wsi działalność duszpasterską prowadzi Kościół Rzymskokatolicki (filia parafii św. Michała Archanioła w Kończycach Wielkich).